# Frank DeCicco
Frank DeCicco, detto Frankie D e Frankie Cheech (New York, 5 novembre 1935 – New York, 13 aprile 1986), è stato un mafioso statunitense che divenne il sottocapo della famiglia Gambino a New York.

## Biografia
Figlio di Vincent "Boozy" DeCicco, originario di Benevento in Campania e soldato della famiglia criminale Gambino, Frank DeCicco crebbe nel quartiere di Bath Beach, a Brooklyn. Da adulto si trasferì a Staten Island. Aveva un fratello, George DeCicco, anch’egli affiliato ai Gambino, e una sorella di nome Betty. Ebbe inoltre due figli, Vincent e Grace; Vincent morì di cancro ai polmoni nel 2008. Suo nipote, Robert DeCicco, fu anch’egli coinvolto nelle attività della famiglia Gambino.
Fisicamente, DeCicco era un uomo alto e muscoloso. Portava i capelli argentati tinti di nero, lasciando delle striature argentee raccolte in una tipica acconciatura a pompadour, e aveva il naso leggermente schiacciato. Nonostante il suo rango, manteneva un basso profilo, guidando una modesta Buick Electra del 1985.
Secondo Salvatore "Sammy the Bull" Gravano, ex sottocapo e collaboratore di giustizia, DeCicco era un uomo calcolatore e molto attento. Il boss dei Gambino, Paul Castellano, lo descrisse così parlando con Gravano:
Frankie? Frank è un giocatore d'azzardo. È un cane da strada, Sammy.
DeCicco, infatti, era un abile scommettitore, appassionato di giochi come il craps e la roulette, e frequentava numerosi circoli di gioco d’azzardo clandestini tra Brooklyn e Manhattan. Inoltre, possedeva un proprio club sociale nel quartiere di Bensonhurst, a Brooklyn.

## Carriera criminale
Tra la fine degli anni ’60 e l’inizio degli anni ’70, Frank DeCicco entrò a far parte della famiglia criminale Gambino, raggiungendo presto il grado di "soldato". Nel 1973, insieme ad Anthony "Gaspipe" Casso, futuro sottocapo della famiglia Lucchese, DeCicco si dedicava a rapine ai danni di commercianti di diamanti e a sequestri di camion in tutto lo Stato di New York. Con il tempo, divenne un protetto del boss Paul Castellano, anch’egli originario di Bath Beach. Era inoltre molto legato a James "Jimmy Brown" Failla, caporegime dei Gambino, che DeCicco definiva il suo "rabbino", in senso figurato come mentore e punto di riferimento.
La squadra di DeCicco divenne una delle più influenti all’interno della famiglia Gambino. Tra i suoi affiliati figuravano Joseph "The German" Watts, noto per essere autista e guardia del corpo di John Gotti, e Joseph "Old Man" Paruta.

### Racket sindacale
DeCicco ebbe un ruolo centrale anche nel racket sindacale, in particolare nell'International Brotherhood of Teamsters (IBT), Sezione Locale 282. Grazie all’appoggio di Castellano, ottenne una posizione fittizia come funzionario della Sezione 282, senza dover realmente lavorare. Questa sezione sindacale aveva il compito di fornire cemento e materiali edili ai cantieri di New York e Long Island. Sebbene risultasse in busta paga e ricevesse straordinari, DeCicco era raramente presente sui cantieri. Al contrario, si occupava di infiltrare membri dei Gambino nella struttura sindacale e gestiva il flusso di tangenti dai vertici del sindacato alla direzione della famiglia mafiosa. Frequentava regolarmente le riunioni nella villa di Castellano, situata a Todt Hill, Staten Island.

### Gli omicidi di Scibetta e DeMeo
Nel 1978, il boss Paul Castellano avrebbe ordinato l’eliminazione di Nicholas Scibetta, un affiliato della famiglia Gambino. Scibetta, noto per il consumo di cocaina e alcol, era stato coinvolto in diverse risse pubbliche e aveva offeso la figlia di George DeCicco. Poiché Scibetta era cognato di Salvatore "Sammy the Bull" Gravano, Castellano incaricò Frank DeCicco di informare Gravano prima di eseguire la sentenza di morte. Appresa la notizia, Gravano, furioso, minacciò inizialmente di uccidere Castellano. Tuttavia, fu proprio DeCicco a placarlo, convincendolo infine ad accettare l’eliminazione di Scibetta come conseguenza delle sue azioni sconsiderate.
Nel 1983, Castellano incaricò DeCicco di organizzare l’assassinio del soldato Roy DeMeo, anch’egli appartenente alla famiglia Gambino. DeMeo era a capo di una squadra responsabile di circa 200 omicidi e, all’epoca, era sotto forte pressione da parte delle autorità, che temevano potesse diventare un collaboratore di giustizia. Preoccupato da questa possibilità, Castellano ordinò la sua eliminazione. Tuttavia, data la fama di DeMeo come killer spietato, DeCicco faticò a trovare membri della famiglia disposti ad assumersi il rischio di ucciderlo. Alla fine, riuscì a reclutare Anthony Senter e Joseph Testa, due fedelissimi di DeMeo, che accettarono l’incarico e assassinarono il loro capo il 10 gennaio 1983.

### Gli omicidi di Castellano e Bilotti
Alla fine del 1985, Frank DeCicco e John Gotti cospirarono per assassinare Paul Castellano e il suo nuovo sottocapo, Thomas Bilotti. Castellano aveva suscitato il malcontento di molti membri tradizionalisti della famiglia per la sua ossessione verso il crimine d’affari e per la sua fama di avaro. La decisione di nominare Bilotti, suo autista, come sottocapo in sostituzione di Aniello Dellacroce, recentemente scomparso, fu la goccia che spinse Gotti a muoversi contro di lui.
Sebbene DeCicco avesse avuto rapporti stretti con Castellano, si unì alla cospirazione insieme a Gotti, Salvatore Gravano, Joseph "Joe Piney" Armone e Frank "Frankie Loc" LoCascio. Fu DeCicco a informare Gotti che avrebbe avuto un incontro con Castellano e altri affiliati della famiglia presso il ristorante Sparks Steak House il 16 dicembre. Insieme al mafioso James Failla, DeCicco convinse Castellano a incontrare il figlio di Dellacroce, presentando la riunione come un modo per rimediare al fatto che Castellano aveva mancato il funerale del suo ex sottocapo. Così, l’incontro venne fissato presso lo Sparks Steak House, nel centro di Manhattan.
Poco prima delle 17:30 di lunedì 16 dicembre 1985, Castellano e Bilotti furono freddati a colpi d’arma da fuoco mentre scendevano dalla loro Lincoln Town Car davanti al ristorante.
Subito dopo l’assassinio di Castellano, Gotti si autoproclamò nuovo boss della famiglia Gambino e nominò DeCicco suo sottocapo. DeCicco prese il controllo di tutte le attività illecite legate al "crimine d’affari" che erano appartenute alla fazione di Castellano. Prima degli omicidi, Gravano aveva suggerito a DeCicco di diventare lui stesso il nuovo boss, con Gotti come sottocapo. DeCicco rispose:
L’ego di John è troppo grande. Io potrei fare il suo sottocapo, ma lui non potrebbe mai fare il mio. Guarda, ha le palle, ha il cervello, ha carisma. Se riusciamo a controllarlo, a fargli smettere con il gioco d’azzardo e tutte le sue stravaganze, potrebbe essere un buon boss. Sammy, ti dico una cosa. Gli diamo una possibilità. Facciamo che diventi lui il boss. Se entro un anno non funziona, io e te lo facciamo fuori. Io divento il boss e tu il mio sottocapo, e gestiamo la famiglia come si deve.

## Morte
Il 13 aprile 1986, Frank DeCicco fu ucciso a Dyker Heights, Brooklyn, quando la sua Buick Park Avenue del 1985 esplose a causa di una bomba piazzata sotto l’auto, subito dopo una visita a James Failla, lealista di Castellano. L’attentato fu organizzato da Victor Amuso e Anthony Casso, esponenti della famiglia Lucchese, su ordine di Vincent Gigante, boss della famiglia Genovese, e di Anthony Corallo, capo dei Lucchese. L’obiettivo era vendicare la morte di Castellano e Bilotti, eliminando i loro successori. Quel giorno anche John Gotti aveva programmato di far visita a Failla, ma all’ultimo momento annullò l’appuntamento. La bomba venne comunque fatta esplodere quando un soldato che viaggiava con DeCicco fu scambiato per lo stesso Gotti.
Nel novembre del 1997, il giornalista Jerry Capeci riferì che Anthony Casso, ormai collaboratore di giustizia, rivelò i dettagli del complotto. Secondo Casso, i cospiratori avevano scelto l’associato della famiglia Genovese, Herbert Pate, per uccidere Gotti utilizzando un ordigno esplosivo improvvisato (IED). Casso spiegò agli investigatori che l’idea era di assassinare Gotti e DeCicco con una bomba, così da far credere alla famiglia Gambino che dietro l’attentato ci fossero gli "Zips", ovvero i mafiosi siciliani. Sebbene noti per l’uso di esplosivi, le bombe erano da tempo vietate nella mafia americana perché mettevano a rischio anche civili innocenti. Casso aggiunse che Pate era stato scelto proprio perché non aveva legami con la famiglia Gambino e, quindi, non sarebbe stato riconosciuto durante la fase di osservazione e pedinamento di DeCicco.

## Conseguenze
L'agente supervisore della Drug Enforcement Administration (DEA), Edward Magnuson, testimoniò che un informatore confidenziale gli aveva riferito che John Gotti era «molto furioso per l’assassinio di Frank DeCicco e che, una volta uscito su cauzione o concluso il processo, ci sarebbe stata una guerra e John si sarebbe vendicato». Per onorare DeCicco, Gotti ordinò a tutti gli affiliati e associati della famiglia Gambino di partecipare alla veglia funebre, che si tenne per due giorni in una casa funeraria vicino al luogo dell’attentato. Come successore di DeCicco nel ruolo di sottocapo, Gotti nominò infine il caporegime Joseph Armone.

## Nella cultura popolare
Frank DeCicco è stato rappresentato più volte sullo schermo. Nel film per la TV Gotti del 1996, è interpretato da Robert Miranda. Nel film televisivo Witness to the Mob del 1998, il suo ruolo è affidato a Frank Vincent. Nel film Gotti - Il primo padrino del 2018, DeCicco è interpretato da Chris Mulkey.